# Pěší divize Milovice
Pěší divize Milovice (německy Infanterie-Division Milowitz) byla stínová pěší divize německé armády (Wehrmacht) za druhé světové války.

## Historie
Divize byla založena 27. ledna 1944 jako stínová divize (Schatten-Division) ve vojenském prostoru Milovice v Protektorátu Čechy a Morava. Stínové divize byly pojmenovávány podle názvů výcvikových vojenských prostorů, kde vznikaly. Následně byly začleňovány do pravidelných stávajících nebo nově zformovaných pěších divizí. Dne 11. března 1944 byla pěší divize Milovice použita k doplnění 389. pěší divize.

## Velitelé
| Datum          | Hodnost        | Jméno             |
| -------------- | -------------- | ----------------- |
| 27. leden 1944 | generálporučík | Heinrich von Behr |

## Členění
| Členění pěší divize Milovice  |
| ----------------------------- |
| Grenadier-Regiment Milowitz 1 |
| Grenadier-Regiment Milowitz 2 |
| Artillerie-Abteilung Milowitz |
| Pionier-Bataillon Milowitz    |